# Going Under
"Going Under" je drugi singl albuma Fallen rock sastava Evanescence. Trebao je biti prvi singl no to je svojim uspjehom postao "Bring Me to Life". 

## Priča o nastanku pjesme
Amy Lee je pjesmu napisala o svojoj problematičnoj vezi koju je imala s dečkom koji ju je psihički zlostavljao. Amy Lee kaže kako se ta pjesma može posvetiti svim takvim vezama te govori o konačnom oslobađanju iz takve situacije. To je također Amyna najdraža pjesma na Fallen albumu.

## Glazbeni video
Glazbeni video je režirao Philip Stolzl i snimljen je u Berlinu. Lee je sama dizajnirala kostim koji nosi u videu dok se oporavljala od bolesti u Los Angelesu. U spotu ona i sastav sviraju dok ih okružuju novinari i obožavatelji koji su prikazani kao zombiji. Također postoje i scene u kojoj je Amy pod vodom i koje se odnose na stihove u pjesmi "drowning in you" (prijevod: "utapam se u tebi").